# Formação de padrões
A ciência da formação de padrões lida com os resultados visíveis (estatisticamente) organizados da auto-organização e os princípios comuns por trás de padrões similares na natureza .
Na biologia do desenvolvimento, a formação de padrões refere-se à geração de organizações complexas de especificação celular no espaço e no tempo. A formação de padrões é controlada por genes. O papel dos genes na formação de padrões é um aspecto da morfogênese, a criação de diversas estruturas anatômicas a partir de genes semelhantes, agora sendo explorados na ciência da biologia do desenvolvimento evolucionário ou evo-devo. Os mecanismos envolvidos são observados, por exemplo, no padrão dos embriões do organismo-modelo Drosophila melanogaster (uma mosca da fruta), um dos primeiros organismos a ter sua morfogênese estudada, e nos desenhos de olhos nas asas de borboletas, cujo desenvolvimento é uma variante de o mecanismo padrão (mosca da fruta).

## Exemplos
Exemplos de formação de padrões podem ser encontrados em Biologia, Química, Física, Matemática e podem ser prontamente simulados com computação gráfica, como descrito abaixo.

### Biologia
Padrões biológicos como coloração em animais, segmentação e filotaxia são formados de diferentes maneiras.
Na biologia do desenvolvimento, a formação de padrões descreve o mecanismo pelo qual células inicialmente equivalentes em um tecido se desenvolvendo em um embrião assumem formas e funções complexas. A embriogênese, como a mosca da fruta Drosophila, envolve o controle coordenado dos destinos das células. A formação de padrões é geneticamente controlada e freqüentemente envolve cada célula em um campo detectando e respondendo à sua posição ao longo de um gradiente morfogênico, seguido por comunicação entre células a curta distância através de vias de sinalização celular para refinar o padrão inicial. Nesse contexto, um campo de células é o grupo de células cujos destinos são afetados por responder às mesmas sugestões de informações posicionais definidas. Este modelo conceitual foi descrito pela primeira vez como o modelo da bandeira francesa na década de 1960. De maneira mais geral, a morfologia dos organismos é modelada pelos mecanismos da biologia evolutiva do desenvolvimento, como a alteração do tempo e do posicionamento de eventos específicos de desenvolvimento no embrião.
Possíveis mecanismos de formação de padrões em sistemas biológicos incluem o modelo clássico de reação-difusão proposto por Alan Turing  e o mecanismo de instabilidade elástica mais recentemente considerado responsável pelos padrões de dobras no córtex cerebral de animais superiores, entre outras coisas.

#### Crescimento de colônias
Colônias bacterianas mostram uma grande variedade de padrões formados durante o crescimento da colônia. As formas resultantes dependem das condições de crescimento. Em particular, as tensões (dureza do meio de cultura, falta de nutrientes, etc.) aumentam a complexidade dos padrões resultantes. Outros organismos, como os fungos, exibem padrões notáveis causados pela dinâmica da sinalização química.

### Química
A formação de padrões tem sido bem estudada em química e engenharia química, incluindo padrões de temperatura e concentração. O modelo Brusselator desenvolvido por Ilya Prigogine e colaboradores é um desses exemplos que exibe a instabilidade de Turing. A formação de padrões em sistemas químicos freqüentemente envolve cquímica inética oscilatória ou reações autocatalíticas  tais como a reação de Belousov-Zhabotinsky ou a reação de Briggs-Rauscher. Em aplicações industriais, como reatores químicos, a formação de padrões pode levar a pontos quentes de temperatura que podem reduzir o rendimento ou criar problemas de segurança perigosos, como uma fuga térmica. O surgimento da formação de padrões pode ser estudado por modelagem matemática e simulação do sistema de reação-difusão subjacente.
- Reação de Belousov-Zhabotinsky
- Anéis de Liesegang

### Física
Nos anos 80, Lugiato e Lefever desenvolveram um modelo de propagação de luz em uma cavidade óptica que resulta na formação de padrões pela exploração de efeitos não-lineares.
Células de Bénard, Laser, formações de nuvens em faixas ou rolos. Ondulações em sincelos. Padrões de tábua de lavar em dirtroads. Dendritos em solidificação, cristais líquidos . Solitons

### Matemática
Embalagens e revestimentos de esfera . A matemática está na base dos outros mecanismos de formação de padrões listados.

### Computação Gráfica

Padrão semelhante a um modelo de difusão-reação, produzido usando sharpen e blur.

Alguns tipos de autômatos foram usados para gerar texturas de aparência orgânica para sombreamento mais realista de objetos 3D .
Um popular plugin do Photoshop, o KPT 6, incluía um filtro chamado 'KPT reaction'. A reação produziu padrões de estilo de reação-difusão baseados na imagem da semente fornecida.
Um efeito semelhante à 'reação KPT' pode ser obtido com funções de convolução no processamento de imagem digital, com um pouco de paciência, repetidamente aprimorando e desfocando uma imagem em um editor gráfico. Se outros filtros forem usados, como a detecção de relevo ou borda, diferentes tipos de efeitos podem ser obtidos.
Os computadores costumam são usados para simular os processos biológicos, físicos ou químicos que levam à formação de padrões e podem exibir os resultados de maneira realista. Cálculos usando modelos como Reação-difusão ou MClone são baseados nas equações matemáticas projetadas pelos cientistas para modelar os fenômenos estudados.